# Gimélec
 (août 2022).
Si vous disposez d'ouvrages ou d'articles de référence ou si vous connaissez des sites web de qualité traitant du thème abordé ici, merci de compléter l'article en donnant les références utiles à sa vérifiabilité et en les liant à la section « Notes et références ».
Le GIMELEC, ou groupement des entreprises de la filière électronumérique française, est un syndicat professionnel français qui représente 210 entreprises concevant, fabriquant et déployant les solutions pour l’électrification, la décarbonation et l’intelligence numérique de l’industrie, des bâtiments, des infrastructures énergétiques et numériques. Le Gimélec est membre de la Fédération des industries électriques, électroniques et de communication (FIEEC).

## Domaines d'activité
Les entreprises membres sont actives dans les domaines suivants :
- Les réseaux électriques et l'électrification ;
- Les bâtiments ;
- L'industrie 4.0 ;
- Les data centers;
- Véhicules électriques et leurs infrastructures de recharge ;
- La cybersécurité des systèmes industriels.
- Donner de la visibilité à ses adhérents ;
- Contribuer aux réflexions sur l’intégration des énergies renouvelables, la flexibilité, la cybersécurité et l’interopérabilité ;
- Promouvoir les nouveaux usages électriques ;
- Influencer les instances institutionnelles françaises et européennes

## Actions de Gimélec

### En France
En 2002, le Gimélec met en place le Comité de liaison des métiers de l’électricité qui regroupe les opérateurs en matière d’électricité et les installateurs.
Au cours de l’année 2007, il réalise des économies d’énergie grâce à des fonctionnalités d’automatisation du pilotage des principaux usages du bâtiment. En collaboration avec EDF, elle organise les premières Assises de l’Efficacité Énergétique le 15 janvier 2008 à Paris.
Le Gimélec a encouragé le recours au Contrat de performance énergétique dans le cadre de la loi Grenelle pour la rénovation énergétique des bâtiments existants, et en particulier les bâtiments publics[source insuffisante].
En octobre 2009, le Gimélec publie  son Livre blanc sur l’efficacité énergétique pour contribuer aux réflexions des Pouvoirs publics.
Le Groupement a également été partie prenante d'initiatives gouvernementales ou parlementaires :
- Rapport parlementaire de l’OPECST (Office parlementaire d’évaluation des choix scientifiques et technologiques) sur la performance énergétique des bâtiments[7] : la gestion active est confirmée comme levier de l’efficacité énergétique ;
- COSEI (Comité stratégique de filières éco-industries) dont le Gimélec préside le groupe de travail systèmes énergétiques intelligents et stockage de l’énergie ;
- Groupe de travail du Ministère de l’Industrie sur les infrastructures de recharge du véhicule électrique ;
- Groupe de travail parlementaire sur la gestion de la pointe électrique ;
- Commission de régulation de l'énergie : groupe de travail sur la Maîtrise de la demande en énergie (MDE) ;
- Direction générale de l'Énergie et du Climat : contribution aux réflexions sur le smart grid et la MDE.

Le Gimélec anime un club interprofessionnel. Il travaille notamment à renforcer l'efficacité énergétique des centres de calculs.
En janvier 2013, le Gimélec et quatre autres organisations professionnelles du secteur électrique (FFIE, FGME, Ignes et Serce) ont publié une étude sur l’efficacité énergétique dans le secteur du bâtiment, dans le cadre des débats sur la transition énergétique. L'étude quantifie le potentiel lié à l’efficacité énergétique dite « active », définie comme la gestion automatique et dynamique des bâtiments et différente de la rénovation thermique ou efficacité « passive ».

### En Europe et à l'international
En 1975, le Groupement lance le premier plan professionnel de développement du commerce extérieur de la France. Il coordonne l’action des pouvoirs publics et des organismes de commerce extérieur. Cette action est le prélude à des rendez-vous annuels de bilan, présidés par les ministres successifs du Commerce extérieur (1975 à 1988).
En 1978, le Plan Export, lancé en 1975, vaut au groupement et à ses adhérents d’être nommés « secteur professionnel exemplaire » par les pouvoirs publics français.
De 1987 à 2005, le délégué général du Gimélec est également président de l’ACTIM (Agence pour la coopération technique, industrielle et économique), devenue Ubifrance en 2001.
En 1988, le Gimélec promeut les normes françaises en Indonésie, en Arabie saoudite et au Portugal. Le Gimélec veille à une ouverture des marchés dans un esprit de « parité de traitement ». En 1992, le Groupement renforce la présence d’experts en normalisation auprès des organismes européens, pour assurer un meilleur partenariat avec ses voisins de l’Union européenne.
saoudite. En 1996, le Gimélec conclut avec la Pologne des accords bilatéraux de reconnaissance mutuelle des procédures de certification. Le Gimélec renforce ses liens avec la Slovénie, la Roumanie, la Russie, le Viêt Nam et l'Argentine dans le cadre de programmes de rencontres sur l’harmonisation de la normalisation et de la certification. Le Gimélec organise des colloques en Turquie, en Irak, en Indonésie et au Chili sur la qualité de l'électricité, la continuité du service, la fiabilité et la maintenance des réseaux de transport et de distribution d'électricité.
En 2000, avant que le conflit ne cesse au Kosovo, le Gimélec, en concertation avec EDF et associé aux travaux de la cellule « Balkans » du MEDEF, détache sur place une mission d’experts d’entreprises, qui aboutit à des offres de reconstruction et de réhabilitation, assorties de financements français et multilatéraux. Cette initiative a permis de mettre en place un format d’intervention dans les pays en sortie de crise.
En juin 2008, le Gimélec contribue via la FIEEC et l’ORGALIME à la rédaction du rapport Electra remis au Vice-président de la Commission européenne, le commissaire Verheugen. Ce rapport détaille 20 recommandations de la profession pour atteindre les objectifs de paquet climat-énergie européen : les objectifs dits des « 3 fois 20 » à l’horizon 2020[source insuffisante].
En 2008, le Gimélec et ses homologues européens créent l’association T&D Europe  pour traiter avec la Commission européenne des enjeux majeurs concernant les réseaux électriques. Le Gimélec en assure le secrétariat et la vice-présidence lors de la phase de lancement.
Le Gimélec est également actif sur la scène européenne à travers des comités sectoriels CAPIEL[source insuffisante] (Comité de coordination des Associations des constructeurs d’appareillage électrique industriel de l’Union Européenne), dont il assure aujourd’hui le secrétariat, et CEMEP (Comité européen de constructeurs de machines et de composés d’électronique de puissance).
En 2013, le groupement participe à la Convention internationale de Dubaï « Middle East Electricity », pour mettre en avant l'expertise des industriels français dans le secteur des réseaux électriques intelligents.